# 북위 34도
북위 34도는 적도에서 34도 북쪽을 지나는 위선이다. 아프리카와 지중해, 아시아, 태평양, 북아메리카, 대서양을 지난다.
본초 자오선에서 시작해서 동쪽 방향으로, 북위 34도선은 다음 지역을 지난다.
| 좌표                                                    | 나라, 지역, 해역 | 주석 |
| ------------------------------------------------------- | ---------------- | --- |
| 북위 34° 0′ 동경 0° 0′  / 북위 34.000° 동경 0.000°      | 알제리           | |
| 북위 34° 0′ 동경 7° 33′  / 북위 34.000° 동경 7.550°     | 튀니지           | |
| 북위 34° 0′ 동경 10° 3′  / 북위 34.000° 동경 10.050°    | 지중해           | 레바논의 베이루트 바로 북쪽을 지난다. |
| 북위 34° 0′ 동경 35° 39′  / 북위 34.000° 동경 35.650°   | 레바논           | |
| 북위 34° 0′ 동경 36° 22′  / 북위 34.000° 동경 36.367°   | 시리아           | |
| 북위 34° 0′ 동경 40° 6′  / 북위 34.000° 동경 40.100°    | 이라크           | |
| 북위 34° 0′ 동경 45° 27′  / 북위 34.000° 동경 45.450°   | 이란             | |
| 북위 34° 0′ 동경 60° 30′  / 북위 34.000° 동경 60.500°   | 아프가니스탄     | |
| 북위 34° 0′ 동경 69° 54′  / 북위 34.000° 동경 69.900°   | 파키스탄         | 연방 직할 부족 지역 |
| 북위 34° 0′ 동경 70° 10′  / 북위 34.000° 동경 70.167°   | 아프가니스탄     | |
| 북위 34° 0′ 동경 70° 55′  / 북위 34.000° 동경 70.917°   | 파키스탄         | 연방 직할 부족 지역 카이베르파크툰크와주 - 페샤와르를 지난다. 펀자브주 - 약 8km 카이베르파크툰크와주 펀자브주 - 약 3km 아자드 카슈미르 - 인도가 영유권을 주장한다.               |
| 북위 34° 0′ 동경 74° 15′  / 북위 34.000° 동경 74.250°   | 인도             | 잠무카슈미르주 - 파키스탄이 영유권을 주장한다. |
| 북위 34° 0′ 동경 78° 45′  / 북위 34.000° 동경 78.750°   | 악사이친         | 인도와 중화인민공화국의 영토 분쟁 지역. |
| 북위 34° 0′ 동경 78° 54′  / 북위 34.000° 동경 78.900°   | 중화인민공화국   | 티베트 자치구 칭하이성 쓰촨성 − 약 4 km 칭하이성 간쑤성 쓰촨성 간쑤성 산시성 허난성 안후이성 허난성 안후이성 장쑤성 − 약 5 km 안후이성 − 약 4 km 장쑤성                          |
| 북위 34° 0′ 동경 120° 23′  / 북위 34.000° 동경 120.383° | 동중국해         | 대한민국의 가거도 바로 남쪽을 지난다. 대한민국 추자군도의 섬을 지난다. 대한민국 여서도 바로 북쪽을 지난다.                                                                       |
| 북위 34° 0′ 동경 127° 19′  / 북위 34.000° 동경 127.317° | 대한민국         | 거문도 |
| 북위 34° 0′ 동경 127° 20′  / 북위 34.000° 동경 127.333° | 대한해협         | 일본의 쓰시마섬 바로 남쪽을 지난다. |
| 북위 34° 0′ 동경 130° 55′  / 북위 34.000° 동경 130.917° | 일본             | 혼슈섬: — 야마구치현 시코쿠섬: — 에히메현 — 도쿠시마현 혼슈섬: — 와카야마현 — 나라현 — 미에현                                                                                    |
| 북위 34° 0′ 동경 136° 16′  / 북위 34.000° 동경 136.267° | 태평양           | 일본의 미야케섬과 미쿠라섬 사이를 지난다. 미국 캘리포니아주의 샌미겔섬 바로 남쪽을 지난다.                                                                                       |
| 북위 34° 0′ 서경 120° 14′  / 북위 34.000° 서경 120.233° | 미국             | 캘리포니아주 - 산타로사섬, 산타크루스섬 |
| 북위 34° 0′ 서경 119° 33′  / 북위 34.000° 서경 119.550° | 태평양           | 미국 캘리포니아주 애나캐파섬 바로 남쪽을 지난다. |
| 북위 34° 0′ 서경 118° 29′  / 북위 34.000° 서경 118.483° | 미국             | 캘리포니아주 - 로스앤젤레스를 지난다. 애리조나주 뉴멕시코주 텍사스주 오클라호마주 아칸소주 미주리주 앨라배마주 조지아주 사우스캐롤라이나주 - 컬럼비아를 지난다. 노스캐롤라이나주 |
| 북위 34° 0′ 서경 77° 54′  / 북위 34.000° 서경 77.900°   | 대서양           | |
| 북위 34° 0′ 서경 6° 53′  / 북위 34.000° 서경 6.883°     | 모로코           | 라바트를 지난다. |
| 북위 34° 0′ 서경 1° 40′  / 북위 34.000° 서경 1.667°     | 알제리           | |

## 같이 보기
- 북위 33도
- 북위 35도